# Roel Robbertsen
Roelof Cornelis (Roel) Robbertsen (Renswoude, 6 oktober 1948) is een Nederlands CDA-politicus.
Robbertsen doorliep de HBS-A aan het Christelijk Lyceum Veenendaal. Vanaf 1979 was hij wethouder en locoburgemeester in de gemeente Renswoude. In 1991 werd hij lid van Provinciale Staten van Utrecht. Van 1995 tot 2002 was hij gedeputeerde in Utrecht. 
Vervolgens was Robbertsen burgemeester van de Gelderse gemeente Ede. Op 20 april 2007 werd bekendgemaakt dat Robbertsen per 7 juni 2007 de functie van commissaris van de Koningin in de provincie Utrecht ging bekleden, als opvolger van Boele Staal.
Robbertsen nam op 6 juni 2013 afscheid als commissaris en werd bij die gelegenheid benoemd tot geridderd tot officier in de Orde van Oranje-Nassau. Hij werd in september 2013 opgevolgd door Willibrord van Beek, die aanvankelijk als waarnemer optrad.
- Parlement.com: vhk318hsv5ir